# Arcado String Trio
Das Arcado String Trio war ein zunächst amerikanisch, später international besetztes Jazztrio, das von 1989 bis 1994 aktiv war. Das Ensemble wurde gegründet von dem Cellisten Hank Roberts, dem Bassisten Mark Dresser und dem Violinisten Mark Feldman. An die Stelle von Roberts trat nach 1992 Ernst Reijseger. Das Ensemble ist nicht nur in kammermusikalischer Besetzung aufgetreten, sondern für ein Projekt von Manfred Niehaus 1991 auch mit dem WDR Funkhausorchester Köln und als Double Trio gemeinsam mit dem Trio des clarinettes von Jacques Di Donato, Louis Sclavis und Armand Angster. 2018 kam das ursprüngliche Trio wieder zusammen.
Das Arcado String Trio folgt den Ideen von Billy Bangs String Trio of New York und dem Kronos Quartet. Sie verarbeiten in ihrer Kammermusik Einflüsse von Django Reinhardt wie von Jimi Hendrix.

## Diskographie
- 1989 – Arcado String Trio (JMT)
- 1991 – Behind the Myth (JMT)
- 1992 – For Three Strings and Orchestra (JMT/Winter & Winter), mit dem WDR Rundfunkorchester Köln unter David de Villiers
- 1995 – Double Trio Green Dolphin Suite (Enja)
- 1997 – Live in Europe (Avant)
- 2020 – Ivo Perelman & Arcado String Trio: Deep Resonance (Fundacja Słuchaj)